# Giovanni Battista Hodierna

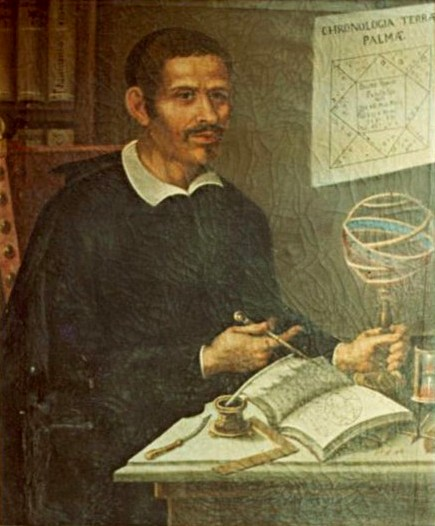
Giovan Battista Odierna

Giovanni Battista Odierna, conhecido também por Giovan Battista Hodierna (Ragusa, 13 de abril de 1597 - Palma di Montechiaro, 6 de agosto de 1660), foi um astrónomo, arquiteto e sacerdote Italiano.